# Ghiacciaio Green
Il ghiacciaio Green (in inglese Green Glacier) è un ghiacciaio lungo circa 25,5 km e largo 6,8, situato sulla costa di Oscar II, nella parte occidentale della Terra di Graham, in Antartide. Il ghiacciaio, il cui punto più alto si trova 478 m s.l.m., fluisce verso nord-est a partire dal versante orientale dell'altopiano di Bruce e, scorrendo tra il picco Dugerjav e la dorsale Rugosa, arriva fino l'insenatura di Vaughan dove entra poco a nord del picco Pirne e a sud del piede del ghiacciaio Hektoria.

## Storia
Il ghiacciaio Green fu scoperto durante una ricognizione effettuata nel 1955 dal British Antarctic Survey, che all'epoca si chiamava ancora Falkland Islands and Dependencies Survey (FIDS), e fu così battezzato dal Comitato britannico per i toponimi antartici in onore di John R. Green, comandante del FIDS di base sull'isola Deception nel 1950 e sulle isole Argentina nel 1951.